# 다모클레스 타게팅 포드

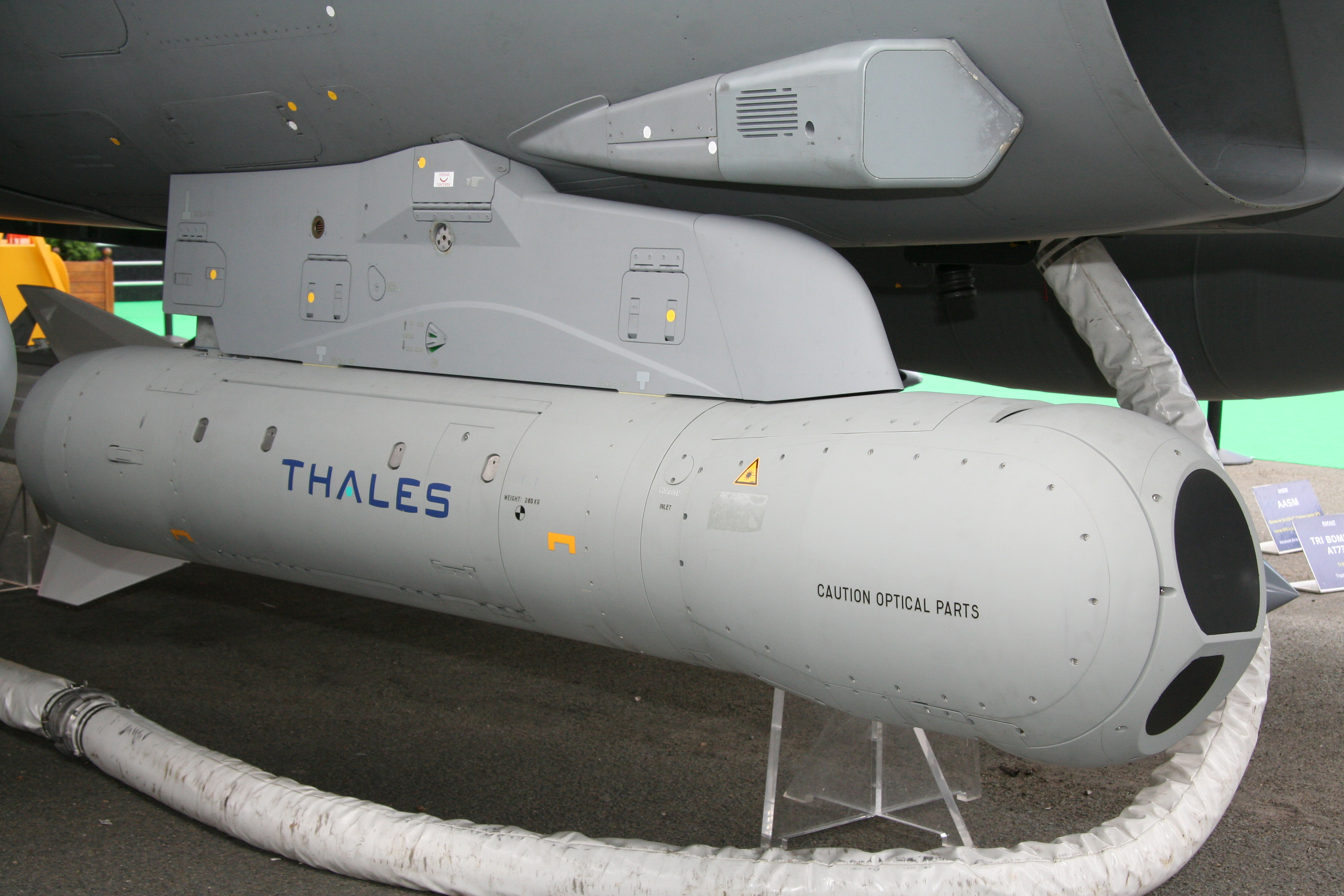
다모클레스 타게팅 포드

다모클레스 타게팅 포드는 프랑스 탈레스 그룹이 개발한 항공기용 3세대 타게팅 포드이다.

## 기능
정찰 기능은 촬영한 이미지를 즉시 지상국으로 전송한다. 전체적으로 고장이 적어졌고, 정비가 쉬워졌다.
레이저 유도 폭탄을 위한 레이저 지시거리는 16 km이다. 27 km 거리에서 장갑차를 식별할 수 있다.

## 수출
러시아가 탈레스 다모클레스 타게팅 포드를 라이센스 생산할 것이다.

## 사용국가

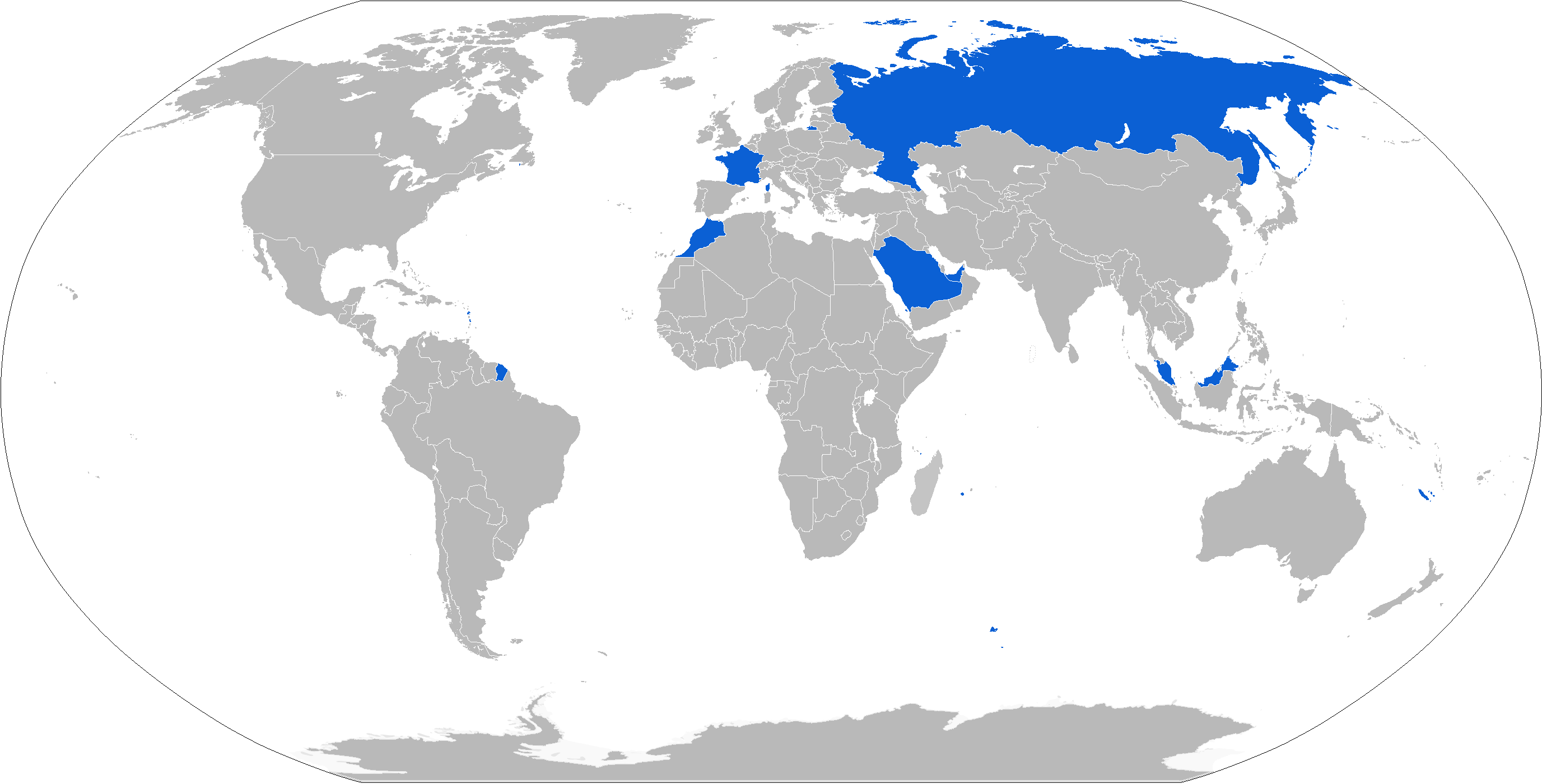
다모클레스 타게팅 포드 사용국가

- 프랑스 - 다소 라팔, 미라주 2000, 쉬페르 에탕다르
- 말레이시아 - Su-30MKM
- 모로코 - 미라주 F1CM/EM-VI
- 사우디아라비아 - 토네이도 GR4
- 아랍에미리트 - 미라주 2000-9